# Maarten van Prooijen
Mattheüs (Maarten) van Prooijen (Den Bommel, 4 oktober 1918 – Nijmegen, 8 juli 2005) was een Nederlands politicus van de ARP en later het CDA.
In mei 1935 begon hij als volontair bij de gemeentesecretarie van Den Bommel en via tweede ambtenaar werd hij daar eerste ambtenaar. In maart 1941 maakte hij de overstap van de gemeentesecretarie Voorburg, waar hij werkte als adjunct-commies. Ruim twee jaar later trad hij in dienst bij de Gelderse gemeente Wisch, waar hij het bracht tot hoofdcommies en chef van de afdeling financiën. Midden 1952 werd hij de gemeentesecretaris van Sprang-Capelle en nadat A. Smit, burgemeester aldaar, elders benoemd was volgde Van Prooijen hem in mei 1960 op als burgemeester van Sprang-Capelle. In april 1972 volgde zijn benoeming tot burgemeester van 's-Gravenzande, wat hij zou blijven tot zijn pensionering in november 1983. Midden 2005 overleed Van Prooijen op 86-jarige leeftijd.